# Sphingonotus brasilianus
Sphingonotus brasilianus is een rechtvleugelig insect uit de familie veldsprinkhanen (Acrididae). De wetenschappelijke naam van deze soort is voor het eerst geldig gepubliceerd in 1888 door Saussure. Zoals de wetenschappelijke naam doet vermoeden, komt deze soort voor in Brazilië.